# Erisma japura
Erisma japura là một loài thực vật có hoa trong họ Vochysiaceae. Loài này được Spruce ex Warm. mô tả khoa học đầu tiên năm 1875.